# 情节记忆
情節記憶（英語：Episodic memory）是「自傳式」的主觀記憶，這種記憶可能是人類獨有的，能與過去的特定 時間、地點 、連結的情感，以及其他相關聯的知識連繫起來，是個可以被明確指出的記憶 ，一個發生在過去特定時間和地點的個人經歷集合。例如，如果一個人記得他或她的6歲生日派對，這就是一個情節記憶，個人可時光倒流回朔發生在那個特定時間和地點的事件。
长期記憶可分為兩種，一種是陳述性記憶，另一種則是內隱記憶，語意記憶和情節記憶組成了陳述性記憶 ， 「情節記憶」這個詞是由安道爾·圖威在1972年創造的，他指出「知道」跟「記住」之間的差別，「知道」包含了更多事實的成分在其中（語意），然而「記住」是個存在於對於過去（情節）的感覺。
情節記憶的本質是三種概念的交集，包含了對時間的主觀意識（或是心中感覺到的時間），連接著自我行為和自我意識 。情節記憶讓人能夠以心智，在過去、現在、未來的主觀時間中旅行。這種心智上的時間旅行，可以讓情節記憶的所有者（自我），能夠透過自我覺知為媒介，記得自己先前「想到的」經驗，以及去想自己可能的未來經驗。除了圖威提出的觀點外，另外有很多其他的研究也指出了情節記憶所必須要有的重要條件，其中包括視覺形象，敘事結構，語意訊息檢索和熟悉的情感。有實驗顯示，幼兒是先發展語意記憶，隨後才發展情節記憶。
幼兒可能要到三到四歲，情節記憶才能充份運作。被記錄到情節記憶裡的事件可以觸發「情節學習」，即在行為因某件發生過的事情而產生變化。例如，在被狗咬傷之後害怕狗就是情節學習的結果。情節記憶的主要組成部分是回憶的過程，回憶的過程會進而想起所有關於該特定事件的資訊或經驗。

## 情節記憶的九種特性
情節記憶有九個必要的特性，與其它類型的記憶有所區別，其他類型的記憶或許也擁有了以下這些特性的其中幾個，但只有情節記憶擁有全部九項特性
1. 總結記錄了與感官知覺相關的概念和情感處理的過程。
2. 可分別保持活動/抑制模式一段時間。
3. 常用視覺影像型式呈現。
4. 他們總是會有一個來自不同層面或不同觀察員的觀點。
5. 代表了短時間片段的經歷。
6. 情節記憶中的時間進度，大致上等同發生事件的順序。
7. 他們是快速被遺忘的主題。
8. 他們讓自傳式記憶（英语：Autobiographical memory）具體化。
9. 當這些記憶需要被運用時，他們是需要被回想的。

## 認知神經科學
形成新的情節記憶需要內側顳葉的幫助 ，內側顳葉內側包括了海馬迴，如果沒有顳葉內側，一個人只有辦法將記憶變成新的程序性記憶 （如彈鋼琴），但是無法記得事件發生的經過。（參見海馬迴與記憶 ）。
前額葉皮質 （特別是左腦 ）也參與新的情節記憶形成（也稱為情節編列）。前額葉皮質損傷的患者可學習新的信息，但往往會有一些不正常的情形發生。例如，他們可能可以正常指出在過去所看到的物品，但無法記得何時或何地看到該項物品。 一些研究人員認為，前額葉皮質幫助組織信息能更有效地儲存，依照每個部位的特定功能，使訊息能在其發揮作用，另有些研究人員認為，前額葉皮質有語意的基礎能夠加強編列處理新的事件，像是思考所學東西的意思，或是將這些所學在工作記憶裡不斷的排練練習。
其他研究表明，下頂葉在情節記憶中扮演著關鍵角色，可能充當一個累加器使主觀感受到的覺事物是熟悉，或者可能支持心像使我們感受到記憶的生動性。事實上，在雙側下頂葉受損的情況下，情節記憶基本上是完整的，但缺乏細節而且患者對自己的記憶的信心不足。
研究人員對於情節記憶能儲存在海馬迴多長的時間持有不同的看法，一些研究人員認為，情節記憶始終依靠海馬迴，其他則認為情節記憶只在海馬迴儲存很短的時間，之後的記憶將被合併為大腦新皮層情節記憶。後者的觀點可由最近的證據得到論證，在成年人的海馬迴中產生的神經新生或許可幫助移除舊的記憶，並增加形成新記憶的效率。

## 與語意記憶的關係
安道爾·圖威最初描述情節記憶是記錄個人經歷所包含的日期時間訊息和時空關係 ，圖威後來闡述了關於情節記憶的一個特點，它可藉由想像回朔到特定的時間 ，現今的情況可提示先前發生的情節，所以那些跟之前發生情節的相關事項將可以在現今這個時刻被感受到，作為人們連接過去感覺跟現在情況的一種方法。在另一方面，語意記憶是我們已經獲得的事實、概念和技能的結構化記錄。
語意記憶的訊息是從情節記憶積累而來的。情節記憶可以被認為是一個“地圖”，將片段情節串連使之變成某項事物的語意。例如，“狗”看起來怎樣，或”狗”聲音聽起來如何，將兩個概念串連後，將代表著”狗”這個字的語意，也就是說關於你對狗的所有情節記憶將代表著“狗”這個單字語意記憶，另外，當你對”狗”又有另一層新的情節記憶片段，也將修改你對”狗”這個單字的語意。
語意和情節記憶一起組成陳述性記憶， 它們各自表示上下文的不同部分，以形成一個完整的畫面，也因為如此，影響情節記憶的因素也可能會影響到語意記憶。例如，順行性遺忘 是從顳葉內側開始受損，造成語意和情節記憶受到影響。  圖威在最剛開始提出情節和語意記憶是單獨存在的兩個系統，在我們要回憶某項事件時相互競爭，然而這項理論跟霍華德和卡哈那對潛在語意分析的實驗結果持相反的理論，兩種系統雖在時間連結上有時難以結合，但在回憶的過程中同等重要。

## 年齡差異
情節記憶大約在3至4歲時就開始運作， 會在特定的大腦區域（主要是海馬迴）產生刺激活動，隨著年紀而有所不同，較年長的人(67歲至80歲)會運用到左右邊的海馬迴，較年輕的人(23歲至39歲)大多只用到左邊而已(欲了解更多信息，請參閱記憶和老化 )。

## 與情感的關係
情感和記憶之間的關係是複雜的，但一般來說，情感有助於增加記憶，使事件更加鮮明容易回想。閃光燈記憶就是這樣的一個例子。例如你曾經經歷親密的家庭成員性命垂危，或在小時候過聖誕節時得到了渴望已久的玩具禮物，這些經驗包含了許多深刻的情感，幾乎能將當時的景象完整的記住。

## 藥理增強
對於健康的成年人，長期視覺情節記憶可藉由藥物乙醯膽素酯酶抗化劑多奈派齊來增強，而口語的情節記憶可藉由腦神經抑制劑來改善，像是兒茶酚胺氧位甲基轉移酶抑制劑托卡朋(Tolcapone)。此外，情節記憶可透過AZD3480(Ispronicline)來加強，作為尼古丁受器的促效劑，由Targacept公司所研發， 目前有幾家公司正著手研發新產品，包括副作用較少的兒茶酚胺氧位甲基轉移酶抑製劑及其他幾款產品，致力於改善情節記憶。最近的一項對照安慰劑的研究發現，一種功能性皮質醇拮抗劑「 去氫表雄酮 」能夠改善健康青年男性情節記憶(Alhaj et al. 2006)。
2015年許多研究發現，適量苯異丙胺(安非他命)和派醋甲酯能提升工作記憶、情節記憶，並在正常的健康成年人身上測試抑制反應。

## 損傷
- 根據行為研究報告，自閉症患者的前額葉情節記憶系統邊緣，可能有不同程度的損傷。有另一項研究也證明了，關於親身經歷事件或自我意識的記憶與自閉症障礙之間的關係。[26]
- “ 失憶 ”是情節記憶障礙患者最常有的標籤。
- 阿茲海默氏症往往是大腦的海馬迴最先損傷。
- 一種罕見性的貝類中毒稱為失憶性貝類中毒(Amnesic shellfish poisoning)或“ASP”對海馬迴的影響非常顯卓，也被視為失憶症的一種。
- 科爾薩科夫氏綜合症是由硫胺素（維生素B1）缺乏症，營養不良的一種形式，此症狀可能為過度攝取酒精有關。
- 與皮質醇相關方面（藉由注射）已發現可顯著抑制回憶自傳式記憶[27]，這可能對憂鬱症患者的記憶障礙有所幫助
- 使用MDMA（搖頭丸）將會對情節記憶造成損傷。[28][29]

## 在動物方面
主條目: 類情節記憶(Episodic-like memory)
圖威（1983）提出，關於情節記憶的關鍵，在於必須提供有意識的記憶證據。非人類的動物在沒有語言行為的情況下不可能有情節記憶的產生，因為在沒有語言根據下所做的行為，很難與有意識的經驗有所連結(Griffiths et al., 1999)。
這個想法最初是由克萊頓和迪金森在觀察西叢鴉 （Aphelocoma californica）時提出。他們能夠證明這些鳥類可能擁有一個類似人類的情節記憶系統，他們發現這些鳥類可以記得他們在何時抓到的不同種類食物，並且根據腐蝕的程度及經過的時間逐步地分類回想他們，因此，西叢鴉似乎記得關於他在過去捕食的東西、時間和地點。作者認為這樣的表現符合情節記憶行為標準，但依舊只能稱作「類似情節記憶」，因為這項研究並沒有解釋到西叢鴨是否有人類所表現出來的情節記憶現象。
愛丁堡大學 （2006年）做了研究後， 蜂鳥是最早能表現出兩方面情節記憶的動物，他們能回憶起某些花分別的位置和最近看到他們的時間。其他研究也已經證明，在不同種類的動物也有類似的記憶能力，例如狗、老鼠、蜜蜂和一些靈長類動物。
動物在編碼和檢索過去的經驗的能力是依賴顳葉內側包括海馬迴結構的電路。動物損傷的研究提供了情節記憶和大腦特定結構的重要性。例如，對於動物來說海馬迴損傷已嚴重影響到所有三個組成部分（什麼，在哪裡，何時），這表明了海馬迴負責偵測新的事物和地點，使之形成記憶，並在之後能回想起該訊息。
儘管許多實驗已證明動物的情節記憶在類似的神經區域運作，對於將該記憶與人類情節記憶的作比較，一些學者仍保持謹慎的態度（Suddendorf & Busby，2003年）指出，動物的情節記憶似乎在一個特定的領域運作，往往有固定程序上或此記憶可用語意記憶來解釋。該問題可能可藉由相反層面來思考，也就是動物是否能靈活地想像未來發生的事，然而，最近的實驗對Suddendorf和Bursy在2003年提出假設有具體批評（朔夫 - 科勒在他的假說中指出，非人類動物只能根據即時需求採取行動，並不會考慮到未來的需求）。科雷亞和他的同事證明，西叢鴉能根據未來需求選擇性地捕捉不同類型的食物，證明了藍鳥可根據過去的經驗靈活地調整現有行為，這項證據有別於朔夫-科勒提出的假說，動物與人類情節記憶的相似性目前還是存在著許多爭議。

## 自傳式記憶
自傳式記憶是發生在個人身上的特定事件和事實，也關係到一個人的歷史記憶。一個人不會記得他在過去發生的所有事情，記憶是有建設性的，以前的經驗影響我們如何記住事件和我們最終如何從記憶中回想。自傳式記憶是建設性的並且也是可以重建的，它代表了歷史過程的發展。一個人的自傳式記憶是相當可靠的，但仍然有可能將你領導至錯的方向。
自傳式記憶在每個時期都有所不同，人們鮮少記得他們出生後第一年發生的事件，這被稱為兒童期或嬰兒失憶 。人們往往記得從青春期和成年早期的許多個人事件，此現象被稱為記憶突點(Reminiscence bump)。對於青少年和年輕成年人來說，記憶突點和最近發生的事件常有很多重合處。
大多相信自傳式記憶最初被儲存為情節記憶，但目前還未知自傳式記憶是否等同情節記憶，或是可將之視為隨著時間轉換的語意記憶。

## 類型
- 特定事件:當你第一次把腳踩進海水中。
- 一般事件:一般來說，把腳踩進海水中是什麼感覺呢?當你經過好幾年好幾次把腳踩進海水中之後，這對於一個人來說就像是一般的記憶。
- 個人情況: 「當我出生時誰是義大利總理？」
- 閃光燈記憶: 閃光燈記憶是重要的自傳式記憶，記錄著所有主要的大事件。

## 神經網絡模型
情節記憶可被存儲在自聯神經網絡模型（例如，何普菲網絡 ），包含可被讀取到的上下文情境。

## 外部連結
- 情节记忆[永久]
- The Works of Endel Tulving - free access to papers and book chapters （页面存档备份，存于）
- Images in Neuroscience: Episodic Memory Retrieval. American Journal of Psychiatry. （页面存档备份，存于）
- Episodic Memory and Referential Activity